# Scholengemeenschap Huizermaat
De Scholengemeenschap Huizermaat (ook wel SG Huizermaat) is een middelbare school in de plaats Huizen in de Nederlandse provincie Noord-Holland. De Huizermaat is een onderdeel van Gooise Scholen Federatie. 
Op de school zitten 1290 leerlingen (schooljaar 2022-2023) die les krijgen op het niveau vwo, havo en vmbo-t (mavo). De Huizermaat heeft voor alle niveaus sinds 2018 een 'Excellent' predicaat gekregen.
Met de bouw van de nieuwbouwwijk Huizermaat in de jaren 70 werd besloten om een nieuwe scholengemeenschap te bouwen, gecombineerd met wijkvoorzieningen. In 1977 kwam het nieuwe schoolgebouw van de Huizermaat gereed. Het was onderdeel van het gebouw 3 in 1, samen met een bibliotheek en theater. In de jaren 80 werd de experimentele middenschool ingevoerd.